# Fábio Alexandre da Silva Coentrão
Fábio Alexandre da Silva Coentrão (Vila do Conde, 11 de març del 1988) conegut simplement com a Fábio Coentrão, és un futbolista professional portuguès format al Rio Ave FC que actualment juga a l'Sporting CP cedit pel Reial Madrid. També és internacional amb la selecció portuguesa.

## Carrera futbolística

### Inicis
Coentrão va començar a jugar en les categories inferiors de l'equip de la seua població natal, el Rio Ave FC. Després de debutar amb aquest equip a la Lliga portuguesa i jugar-hi durant dos temporades va ser traspassat al SL Benfica. Sense tenir gairebé oportunitats amb el seu nou equip va ser cedit al CD Nacional, on hi disputà fins a 16 partits marcant 4 gols. La següent temporada fou cedit al Reial Saragossa, on només tingué l'oportunitat de jugar-hi en una ocasió, la falta de minuts el va fer retornar al Benfica que alhora l'acabà cedint al seu primer equip, el Rio Ave.

### Benfica
Finalment, la temporada 2009/2010 va ser, la que es pot considerar, com la temporada màgica de Coentrão. Va passar a jugar com a lateral esquerre, tenint un llarg recorregut per la banda, això el va dur a disputar 26 partits en el Campionat portuguès. Alhora de ser seleccionat per a l'equip portuguès participant de la Copa del Món 2010.

### Reial Madrid
El 5 de juliol del 2011, després de diverses setmanes d'especulacions es concretà el seu fitxatge pel Reial Madrid que pagà uns 30M€ al Benfica. Tot rebutjant l'interès que també havia mostrat el Chelsea FC pel seu fitxatge.
Va debutar amb l'equip blanc a un amistós de pretemporada contra Los Angeles Galaxy, a Califòrnia, amb una gran actuació que li va valer la seva designació com a millor jugador del partit. El seu primer partit a la lliga espanyola va ser al camp del Reial Saragossa, guanyant per 0-6.

### AS Monaco
L'estiu del 2015 el jugador portuguès va marxar cedit al Mònaco.

### Selecció
La seua primera convocatòria va ser el novembre del 2009 en un partit decisiu per a la classificació de la Copa del Món 2010, feu el debut durant la segona part d'aquest partit contra Bòsnia i Hercegovina.

## Palmarès
Actualitzat segons la web oficial del Real Madrid CF el 30 d'agost de 2012.

### SL Benfica
- 1 Primeira Liga: 2009-10
- 2 Copes de la Lliga: 2009-10 i 2010-11

### Reial Madrid CF
- 2 Lligues de Campions: 2013–14, 2016–17[7]
- 2 Supercopes d'Europa: 2014,[8][9][10] 2016[11]
- 2 Campionats del món de clubs: 2014[12] i 2016[13]
- 2 Lligues espanyoles: 2011-12 i 2016-17[14]
- 1 Copa del Rei: 2013-14
- 1 Supercopa d'Espanya: 2012

### Sporting CP
- 1 Copa de la Lliga: 2017-18

### Individual
- Equip ideal de l'Eurocopa 2012